# Ventrículo derecho
El ventrículo derecho es una de las cuatro cavidades del corazón. Está separado del ventrículo izquierdo por el tabique interventricular. Recibe la sangre no oxigenada de la aurícula derecha por medio de la válvula tricúspide y la impulsa hacia los pulmones a través de la valvula pulmonar y la arteria pulmonar.

## Anatomía y fisiología

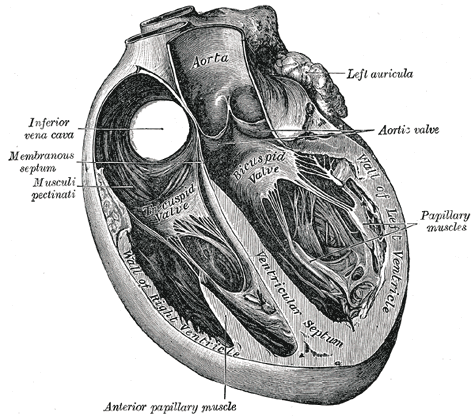
Descripción

El ventrículo derecho tiene la función de bombear la sangre desoxigenada hacia el pulmón a través de la arteria pulmonar para reoxigenarla y liberarla del dióxido de carbono.
Morfológicamente puede dividirse en un tracto de entrada que comienza en la válvula tricúspide, una región apical, y un tracto de salida que se llama cono arterioso y se encuentra en las proximidades de la válvula pulmonar. Tiene un grosor de entre 1 y 3 mm, mucho menor por lo tanto que el del ventrículo izquierdo que alcanza los 10 mm, ello se debe a que la resistencia en la circulación pulmonar es la décima parte de la resistencia sistémica. El ventrículo derecho bombea la misma cantidad de sangre que el izquierdo, pero con menor presión, pues debe vencer una resistencia mucho menor. En su interior pueden distinguirse diferentes estructuras que se enumeran a continuación.
Válvula tricúspide (auriculoventricular derecha). Dispone de tres valvas: valva anterior,valva septal y valva posterior.
Válvula pulmonar. Dispone de tres valvas: valva semilunar anterior, valva semilunar derecha y valva semilunar izquierda
Cresta supraventricular: Es un relieve de la pared ventricular que forma un puente muscular que separa la cavidad principal del ventrículo derecho del cono arterioso.
Músculos papilares. Los músculos papilares del ventrículo derecho son tres: anterior, posterior y septal. Se unen mediante las cuerdas tendinosas a las valvas de la válvula tricúspide.
- Músculo papilar anterior: Se encuentra en la cara anterior del ventrículo, termina en cuerdas tendinosas, que se anclan en las valvas anterior y posterior de la válvula tricúspide.
- Músculo papilar posterior: Se encuentra en la cara posterior del ventrículo derecho, es mucho más estrecho y termina en cuerdas tendinosas que se anclan en las valvas posterior y septal de la válvula tricúspide.
- Músculo papilar septal: Surge del tabique interventricular y termina en cuerdas tendinosas que se anclan en las valvas anterior y septal de la válvula tricúspide.[2]

Trabécula septomarginal. Está situada en el tabique interventricular. Es una cinta carnosa de forma cónica que se extiende desde el orificio de salida de la arteria pulmonar hasta la base del músculo papilar anterior.
Cono arterioso: Es la porción anterior y superior del 
ventrículo derecho. Se encuentra junto a la salida de la arteria pulmonar.

## Características
Es de forma triangular y esferoide en cuya concavidad está alojado el cono aórtico, y se extiende desde la aurícula derecha hasta las proximidades del vértice del corazón. Sus ramas corresponden a las cámaras de entrada y de salida, formando un ángulo aproximado de 60°.

## Galería

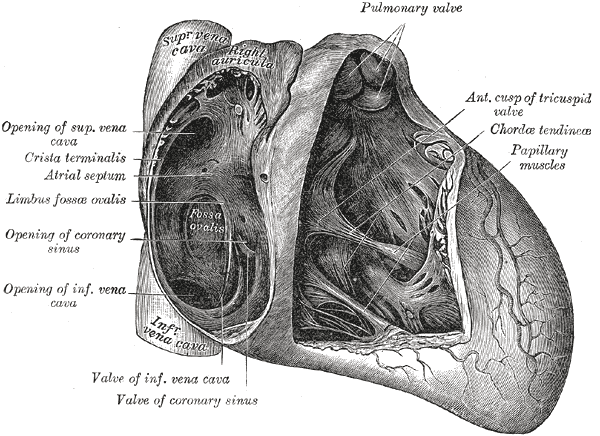
Interior del lado derecho del corazón.
Animación.